# Plzeň (região)
Plzeň (checo: Plzeňský kraj, alemão: Pilsen) é uma região (kraj) da República Tcheca localizada na parte ocidental da Boêmia. Sua capital é a cidade de Plzeň.

## Distritos
A região de Plzeň está dividida em 7 distritos:
|             |          | \| Nome \| Área km²[1] \| População (31 de dezembro de 2005)[1] \| \| ----------- \| ----------- \| ------------------------------------- \| \| Domažlice \| 1 140 \| 59 076 \| \| Klatovy \| 1 939 \| 87 725 \| \| Plzeň \| 125 \| 162 759 \| \| Plzeň-Sul \| 1 080 \| 69 327 \| \| Plzeň-Norte \| 1 323 \| 75 069 \| \| Rokycany \| 575 \| 45 823 \| \| Tachov \| 1 378 \| 51 749 \| |
| Nome        | Área km² | População (31 de dezembro de 2005) |
| Domažlice   | 1 140    | 59 076 |
| Klatovy     | 1 939    | 87 725 |
| Plzeň       | 125      | 162 759 |
| Plzeň-Sul   | 1 080    | 69 327 |
| Plzeň-Norte | 1 323    | 75 069 |
| Rokycany    | 575      | 45 823 |
| Tachov      | 1 378    | 51 749 |

## Municípios
Desde 1 de janeiro de 2003, a região está dividida em 15 Municípios com Competência Estendida (extra-oficialmente chamados de Pequenos Distritos - em tcheco/checo:  malé okresy) que assumiram a maior parte da administração das antigas autoridades distritais. Alguns destes estão subdivididos em Municipalidades com Autoridade Local Delegada (entre parênteses):
- Blovice (Spálené Poříčí)
- Domažlice (Kdyně)
- Horažďovice
- Horšovský Týn (Staňkov)
- Klatovy (Nýrsko, Plánice)
- Kralovice (Manětín, Plasy)
- Nepomuk
- Nýřany (Město Touškov, Všeruby, Třemošná)
- Pilsen (Starý Plzenec)
- Přeštice
- Rokycany (Radnice, Zbiroh)
- Stod (Dobřany, Holýšov)
- Stříbro (Bezdružice)
- Sušice (Kašperské Hory)
- Tachov (Bor, Planá u Mariánských Lázní)

## Economia
A Região de Plzeň é mediana em desenvolvimento econômico quando comparada à República Tcheca. Com 5.4% da população total do país, produz 5.5% do PIB,  o que resultaria num PIB total de aproximadamente $10.94 bilhôes (PPP, 2005) e PIB per capita de aproximadamente $19,900, pouco acima da média Tcheca.